# Stazione di Ferruzzano
Stazione di Ferruzzano vasútállomás Olaszországban, Calabria régióban, Ferruzzano településen.

## Vasútvonalak
Az állomást az alábbi vasútvonalak érintik:
- Jonica-vasútvonal

## Kapcsolódó állomások
A vasútállomáshoz az alábbi állomások vannak a legközelebb:
- Stazione di Africo Nuovo
- Stazione di Brancaleone